# 川西町 (山形縣)
川西町（日语：／ Kawanishi machi */?）是位於日本山形縣南部的町，隸屬於東置賜郡。當地因位於最上川西岸（左岸）故取名為 「川西」。轄區地處置賜盆地的中央，當地人口則集中在羽前小松站的周圍地區。川西町在江戶時代作為越後米澤街道沿途的宿場町而發展，現今當地在向外消費多依賴南陽市與米澤市。

## 地理
川西町境內約47.1%的面積被森林覆蓋。東北部為平原地帶，多用於種植稻米，西南部則是海拔300至500公尺的丘陵地帶。犬川、松川、誕生川、元宿川、鬼面川等河皆流經境內，並在北邊注入最上川。

### 氣候
根據統計，2008年至2018年川西町的年均溫為11℃，年均降雨量則為1595.9毫米。由於轄區地處盆地内，因此夏季與冬季的溫差相當大。夏季氣溫多超過30℃，冬季則多位於0℃以下。川西町冬季的降雪量相當大，全區皆被指定為特別豪雪地帶，其中西南部山間地帶的降雪量特別大。

## 歷史
川西町的歷史可追溯至石器時代，境內也有天神森古墳、下小松古墳等屬於古墳時代的古墳群。其中下小松古墳群是東北地方規模最大的古墳群之一，並且被日本指定為文化財與史跡。中世紀以後，川西地區陸續由長井氏、伊達氏、蒲生氏統治。慶長6年（1601年），在關原之戰中戰敗的上杉景勝減封並移封至米澤藩30萬石，川西地區也改由米澤上杉氏統治。江戶時代，當地作為米澤越後街道沿途的宿場町而相當繁榮。
昭和30年（1955年），小松町、大塚村、犬川村、中郡村、玉庭村與吉島村合併成現今的川西町。

## 行政
現任町長茂木晶於2024年4月在選舉中無票當選，其任期將持續至2028年4月。

## 經濟
根據日本2015年的國勢調查統計，川西町内有17.07%的就業人口從事第一級產業，33.4%的就業人口從事第二級產業，其餘的49.53%則從事第三級產業。當地的核心產業為農業，町内從事農業的就業人口中有約80%將農業作為其副業。而農業則以生產稻米、蔬菜、食用牛、花卉等農產品。

## 教育
川西町内共有6所小學校和1所川西町立川西中學校。根據2023年5月的統計，境內小學校的學生總人數為573人，中學校則有334名學生。

## 交通
國道287號以南北走向穿越境內，國道113號則以東西走向通過轄區北部。鐵路方面，JR東日本的米坂線與山形鐵道的花長井線皆通過川西町，其中米坂線在境內設置犬川站、羽前小松站與中郡站，花長井線則在北部地區設置西大塚站。